# Eudendrium tenellum
Eudendrium tenellum är en nässeldjursart som beskrevs av George James Allman 1877. Eudendrium tenellum ingår i släktet Eudendrium och familjen Eudendriidae. Arten har ej påträffats i Sverige. Inga underarter finns listade i Catalogue of Life.